# Munitions of War Act 1915
Der Munitions of War Act 1915 war ein britischer Act of Parliament, der am 2. Juli 1915, während des Ersten Weltkriegs, verabschiedet worden ist. Das Gesetz sollte die Munitionskrise von 1915 beenden.

## Geschichte
Die Munitionskrise verursachte die Auflösung der Ersten Regierung unter Herbert Henry Asquith und Bildung der Zweiten Regierung Asquith mit einem Ministry of Munitions unter David Lloyd George. Dieses bekam mit diesem Act of Parliament viel Macht.
Es wurde 1919 mit dem Restoration of Pre-War Practices Act 1919 abgeschafft.
Das deutsche Gegenstück war das Hindenburg-Programm.

## Text
Laut Sir John Marriot:

“No private interest was to be permitted to obstruct the service, or imperil the safety, of the State. Trade Union regulations must be suspended; employers' profits must be limited, skilled men must fight, if not in the trenches, in the factories; man-power must be economize by the dilution of labour and the employment of women; Private factories must pass under the control of the State, and new national factories be set up.”

„Kein privates Interesse durfte den Dienst des Staates oder die Sicherheit einschränken. Gewerkschaftsrechte müssen suspendiert werden; Die Profite der Arbeitgeber müssen begrenzt werden, erfahrene Männer müssen, wenn nicht in den Gräben, in den Fabriken kämpfen; Arbeitskraft muss durch Verdünnung der Arbeit und Einsatz von Frauen gespart werden; Private Fabriken müssen unter der Kontrolle des Staates stehen und neue nationale Fabriken müssen aufgebaut werden.“

## Wirken
Der Act verbot Streiks und etablierte Industriekomitees. Es wurde für einen Arbeitnehmer unter Strafe gestellt, seinen derzeitigen Arbeitsplatz in einer solchen „kontrollierten Einrichtung“ ohne die Zustimmung seines Arbeitgebers zu verlassen, was in der Praxis „fast unmöglich“ war.
Frauen (und nichtqualifizierte Arbeiter) wurden gebeten, sich in Munitionsfabriken zu engagieren. Frauen bekamen ungefähr 50 Prozent weniger bezahlt als ihre männlichen Kollegen und mussten ihre Posten nach dem Krieg aufgeben, trotzdem stieg der Anzahl an Frauen in den Fabriken von 200.000 auf 950.000.

## Kritik
Die strengen Vorschriften für Löhne, Stunden und Beschäftigungsbedingungen waren einer der größten Kritikpunkte. Das Clyde Workers’ Committee wurde gegründet, um sich dem Gesetz zu widersetzen.